# Pavličani
Pavličani falu Horvátországban Belovár-Bilogora megyében. Közigazgatásilag Csázmához tartozik.

## Fekvése
Belovártól légvonalban 30, közúton 38 km-re délnyugatra, községközpontjától légvonalban 6, közúton 8 km-re délre, Vrtlinska és Pobjenik között, a Monoszlói-hegység területén fekszik.

## Története
Eredetileg a szomszédos Pobjenik településrésze volt. 1774-ben az első katonai felmérés térképén „Paulichani” néven szerepel. A Horvát határőrvidék részeként a Kőrösi ezredhez tartozott. A katonai közigazgatás megszüntetése után Magyar Királyságon belül Horvátország része, Belovár-Kőrös vármegye Csázmai járásának része lett. A településnek 1880-ban 122, 1910-ben 161 lakosa volt. 1918-ban az új szerb-horvát-szlovén állam, majd később Jugoszlávia része lett. 1941 és 1945 között a németbarát Független Horvát Államhoz, majd a háború után a szocialista Jugoszláviához tartozott. 1991-től a független Horvátország része. 1991-ben csaknem teljes lakossága (95%) horvát volt. A délszláv háború idején mindvégig horvát kézen maradt. 2011-ben 63 lakosa volt, akik főként mezőgazdaságból éltek.

## Lakossága
| Lakosság változása | Lakosság változása | Lakosság változása | Lakosság változása | Lakosság változása | Lakosság változása | Lakosság változása | Lakosság változása | Lakosság változása | Lakosság változása | Lakosság változása | Lakosság változása | Lakosság változása | Lakosság változása | Lakosság változása | Lakosság változása |
| ------------------ | ------------------ | ------------------ | ------------------ | ------------------ | ------------------ | ------------------ | ------------------ | ------------------ | ------------------ | ------------------ | ------------------ | ------------------ | ------------------ | ------------------ | ------------------ |
| 1857               | 1869               | 1880               | 1890               | 1900               | 1910               | 1921               | 1931               | 1948               | 1953               | 1961               | 1971               | 1981               | 1991               | 2001               | 2011               |
| 0                  | 0                  | 122                | 150                | 167                | 161                | 153                | 158                | 220                | 213                | 232                | 165                | 127                | 107                | 97                 | 63                 |

(1880-tól Pobjenik településrészeként, 1948-tól önálló településként.)